# Leif Engqvist
Leif Håkan Ingemar Engqvist, född 30 juli 1962 i Malmö, är en svensk före detta fotbollsspelare som spelade i Malmö FF, och spelade sammanlagt 18 landskamper och var uttagen i trupperna till OS 1988 och VM 1990.
Engqvists moderklubb är Södra Sandby. Han värvades till Malmö FF 1985 sedan han gjort alla fem målen för Lunds BK i en match mot IFK Malmö. Engqvist värvades tillsammans med klubbkamraten Roger Ljung.
När Engqvist spelade i Malmö FF var han med och vann allsvenska serien fem år i rad: 1985, 1986, 1987, 1988 samt 1989. Han gjorde ett avgörande mål i Europacupmatchen mot Inter på San Siro i Milano 27 september 1989. Målet nickade Leif Engqvist in på en passning från matchens lirare Joakim Nilsson. 
Engqvist debuterade i det svenska landslaget mot Finland 6 augusti 1986 och spelade 18 A-landskamper. Han spelade hela VM-kvalmatchen mot England på Råsunda 6 september 1989. Första målet i A-landslaget kom i VM-kvalmatchen mot Albanien 8 oktober 1989, och han spelade även hela avgörande matchen mot Polen i Chorzów 25 oktober 1989. Väl i VM kom Engqvist in som avbytare i 82:a minuten och ersatte Glenn Strömberg i tredje gruppspelsmatchen mot Costa Rica i VM 1990. Engqvists andra mål i landslaget kom i träningslandskampen mot Norge 22 augusti 1990 vilken också blev hans sista landskamp.
1991 gick han över till Trelleborgs FF där han spelade fram till 1994. Engqvist var bl.a. med och slog ut ett storsatsande Blackburn Rovers i UEFA-cupen 27 september 1994.
Han har sedan varit tränare i mindre föreningar i Höör, Staffanstorp och Eslöv innan han 2002 blev en del av Malmö FF:s tränarstab. Efter 10 år lämnade han MFF och blev en kort period tränare i Lunds BK.  Efter det tränade han Höör och Veberöd.
2019 tog han över som tränare i division 5-laget Dalby GIF i Skåne. Det blev succé direkt och med tre matcher kvar av säsongen säkrade laget avancemang till division 4. Under tre år tränade Engqvist Dalby i Division 4 och lämnade uppdraget november 2022